# Ягельский, Александр Карлович
Александр Карлович Яге́льский (около 1861—1916) — российский фотограф и кинооператор начала XX века.

## Биография
Родился в Варшаве, приблизительно в 1861 году. С 1888 по 1889 годы работал фотографом в Москве в фотоателье своего брата Игнатия Карловича, который раньше брата уехал из Варшавы. Но проект братьев закрывается в связи с полицейским расследованием. И братья перебираются в Санкт-Петербург.
В Петербурге Александр с 1889 по 1916 год работает фотографом в фотоателье «К. Е. Ган и Ко». Ателье существовало с 1887 года; владела им сначала Казимира-Людовика Евгеньевна Якобсон, урождённая Ган, а с 1897 года — Ванда Ивановна Засельская. С 1891 года Ягельский стал одним из совладельцев этого ателье.
С 1891 года Ягельский получил разрешение снимать при Высочайшем Дворе и фактически стал официальным придворным фотографом, а позже — кинооператором. С 1897 года от имени ателье он один стал снимать при царском дворе, но на его фотографиях обычно было название ателье — «К. Е. фонъ Ганъ и Ко». За четверть века он снял тысячи фотокадров царской семьи Романовых.
С 1900 года, не прекращая заниматься фотографией, обратился к киноискусству. Его ателье закупило современнейшее кинооборудование, включающее в себе киносъёмочный аппарат, проявочную машину с сушильными барабанами и копировальную машину. И начало проводить документальную киносъёмку различных событий из жизни семьи российского императора Николая II. 1900 год можно по праву считать годом открытия первого киноателье в России. Ягельский с помощником снял свыше 20 тысяч метров кинохроники царской семьи. В 1903 году Ягельский приобретает новую технику (длина отдельных фильмов увеличивается до 100 метров), а брата Игнатия берёт в помощники кинооператора. При киносъёмке братья начинают снимать события с разными планами, чередуя их потом в монтаже.
В 1907 году французская фирма «Гомон» выпускает в продажу три документальных фильма («Третья Государственная дума», «Смотр войскам в Высочайшем присутствии в Царском Селе», «Смотр войскам в Высочайшем присутствии перед Зимним Дворцом»), купленных у ателье «К. Е. фонъ Ганъ и К».
В 1911 году в честь 20-летия работы при императорском дворе Ягельский получил звание фотографа Его Величества. Позже Ягельский принимает участие в съёмках торжественных событий по случаю 300-летия Дома Романовых, а с началом Первой мировой войны сопровождает императора Николая II практически во всех его поездках на фронт.
Александр Ягельский внезапно умер в конце июля 1916 года в Вырице под Петербургом, похоронен на Царскосельском (Казанском) кладбище в августе 1916 года.

## Наследие
После Октябрьской революции архив кинолент о царской семье, принадлежавший ателье, был объявлен собственностью государства.
Вдова Александра Карловича после 1917 года покинула Россию и уехала в Польшу, взяв с собой только несколько альбомов с фотоработами мужа. Царскосельский архив ателье был позже перевезён на Сергиевскую улицу в Петроград, где располагался Петроградский кинокомитет. Ныне архив является частью Российского государственного архива кинофотодокументов. Часть фоторабот Ягельского хранится в Государственный архив РФ, и около 8000 фотографий — в Российский государственный архив кинофотодокументов.